# Кузяков, Юрий Яковлевич
Ю́рий Я́ковлевич Кузяко́в (род. 11 августа 1932 года, Москва) — советский и российский химик, специалист в области лазерной химии. Доктор химических наук, профессор, декан химического факультета МГУ (1981—1992), заслуженный деятель науки Российской Федерации (1993). Основатель кафедры лазерной химии химического факультета МГУ.

## Биография
Юрий Яковлевич Кузяков родился 11 августа 1932 года в Москве в семье военного. Детство его пришлось на время Великой Отечественной войны, 1942 год он провёл вместе с матерью в эвакуации в Барнауле, откуда вернулся в 1943 году. Окончил 545-ю мужскую школу с золотой медалью, химией интересовался ещё со школьных лет. В 1950 году поступил на химический факультет МГУ, во время обучения работал в лаборатории катализа и газовой электрохимии. В КГЭ Юрий Яковлевич работал под руководством Бориса Васильевича Страхова, изучал взрывные свойства озона. В университетские годы он активно занимался спортом, участвовал в общественной работе, со второго курса учился на специальном радиохимическом потоке. Ю. Я. Кузяков окончил университет в 1955 году, защитил диплом на кафедре физической химии в лаборатории молекулярной спектроскопии, позже остался в той же лаборатории уже аспирантом, и в 1959 году под руководством В. М. Татевского защитил кандидатскую диссертацию, посвящённую структуре монооксида бора. Юрий Яковлевич был стипендиатом DAAD, в 1961 году проходил стажировку в ФРГ в научной группе профессора Х. Шулера, где в связи со специализацией в области спектроскопии, исследовал спектры бензил-радикалов. В 1970 году защитил докторскую диссертацию по теме «спектроскопическое исследование моногалогенидов четвёртой группы периодической системы».
После возвращения в Москву Ю. Я. Кузяков начал активно сотрудничать с группой Р. В. Хохлова по тематике влияния лазеров на химические реакции. В 1978 году он стал заместителем декана химического факультета по научной работе и заведующим лабораторией спектроскопии на кафедре аналитической химии, куда он перешёл по приглашению И. П. Алимарина. Совместно с Н. Б. Зоровым Юрий Яковлевич создавал одни из первых методов применения лазерного излучения в микроанализе. В 1981—1992 годах Ю. Я. Кузяков работал в должности декана химического факультета МГУ.
В течение 10 лет (1979—1989 гг.) возглавлял московский научный семинар «Лазеры в химии».
В 1988 году по инициативе Ю. Я. Кузякова на химическом факультете МГУ была создана кафедра лазерной химии. Юрий Яковлевич заведовал кафедрой 25 лет, до 2013 года. На данный момент[уточнить] он является ведущим научным сотрудником и заведующим лабораторией лазерной спектроскопии в составе кафедры лазерной химии.

## Научная деятельность
В период работы в лаборатории молекулярной спектроскопии Ю. Я. Кузяковым были разработаны методы получения высокоинформативных спектров двухатомных молекул с использованием различных типов электрических разрядов в качестве источников света, а также методы интерпретации спектров, позволяющие получать прецизионную информацию об энергиях диссоциации, межъядерных расстояниях, частотах колебаний, коэффициентах ангармоничности, а также информацию о различного типа внутримолекулярных взаимодействиях.
Юрий Яковлевич исследовал оксиды бора, моногалогениды элементов IV группы Периодической системы, доказал существование в газовой фазе свободных молекул монофторида ксенона (XeF) и иона монобромида кремния (SiBr+).
При участии Ю. Я. Кузякова выполнен цикл исследований, посвящённых созданию системы вероятностей оптических переходов, времён жизни возбуждённых состояний, факторов Франка-Кондона, причём банк данных постоянно пополняется. Полученные сведения легли в основу количественных методов диагностики и разработки моделей строения двухатомных молекул и их ионов.
Ю. Я. Кузяков внёс огромный вклад в развитие лазерной химии в СССР и России, им созданы одни из первых методов применения лазеров в аналитической химии. Им разработан высокочувствительный метод получения электронных спектров поглощения молекул с применением широкополостного лазера. При помощи этого методы были получены ранее неизвестные спектры многих молекул, являющихся промежуточными продуктами разрушения конструкционных материалов летательных аппаратов. Юрий Яковлевич — один из создателей нового высокочувствительного лазерного оптико-гальванического метода определения молекул и атомов, основанного на резонансном возбуждении детектируемых частиц с последующей их ионизацией при столкновениях с частицами окружающего газа и регистрацией образующихся электрических зарядов. Разработанный метод непрерывно изучается, и применяется при анализе высокочистых материалов, для диагностики процессов горения, при производстве материалов медицинского назначения.
На данный момент под руководством Ю. Я. Кузякова ведутся работы в области изучения лазерно-индуцированных реакций и получения материалов с уникальными свойствами (кристаллические нитриды углерода).
Ю. Я. Кузяков подготовил 29 кандидатов наук и трёх докторов наук.

## Преподавательская деятельность
С 1988 по 2013 год читал оригинальные курсы лекций по лазерной химии и спектральным методам анализа на химическом факультете. Автор спецпрактикума по лазерной химии, учебного пособия для студентов химических специальностей и аспирантов «Спектральные методы анализа».
С 1972 по 1974 год преподавал химию в университете города Ифе в Нигерии.

## Награды и звания
- Орден Трудового Красного Знамени (1980)
- Орден Почёта (2003)
- Заслуженный деятель науки Российской Федерации (1993)
- Заслуженный профессор МГУ

## Основные работы
Автор более 200 научных публикаций, в том числе трёх монографий/
- Кузяков Ю.,Семененко К., Зоров Н. Методы спектрального анализа. — Москва: Издательство Московского университета, 1990. 213 с.
- Гурвич А. В., Кузьменко Н. Е., Кузнецова Л. А., Кузяков Ю. Я., Смирнов Д. Ю. Излучение молекулярного азота в верхней атмосфере Земли. - Москва: Гидрометеоиздат, 1985. 139 с.
- Кузьменко Н. Е., Кузнецова Л. А., Кузяков Ю. Я. Факторы Франка-Кондона двухатомных молекул. — Москва: Издательство Московского университета, 1984. 342 с.
- Кузнецова Л. А., Кузьменко Н. Е., Кузяков Ю. Я., Пластинин Ю. А. Вероятности оптических переходов двухатомных молекул. — Москва: Наука, 1980. 320 с.
- Кузнецова Л. А., Кузьменко Н. Е., Монякин А. П., Кузяков Ю. Я., Пластинин Ю. А. Электронные переходы в двухатомных молекулах. Силы электронных переходов, силы осцилляторов и времена жизни. — ГСССД 12-80. Москва: Изд."Стандарты", 1980. 88 с.